# ليغو (لعبة)

شعار ليغو

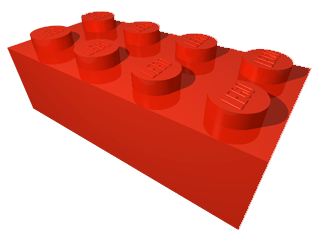
صورة بالكمبيوتر للبنة ليغو 4x2 حمراء

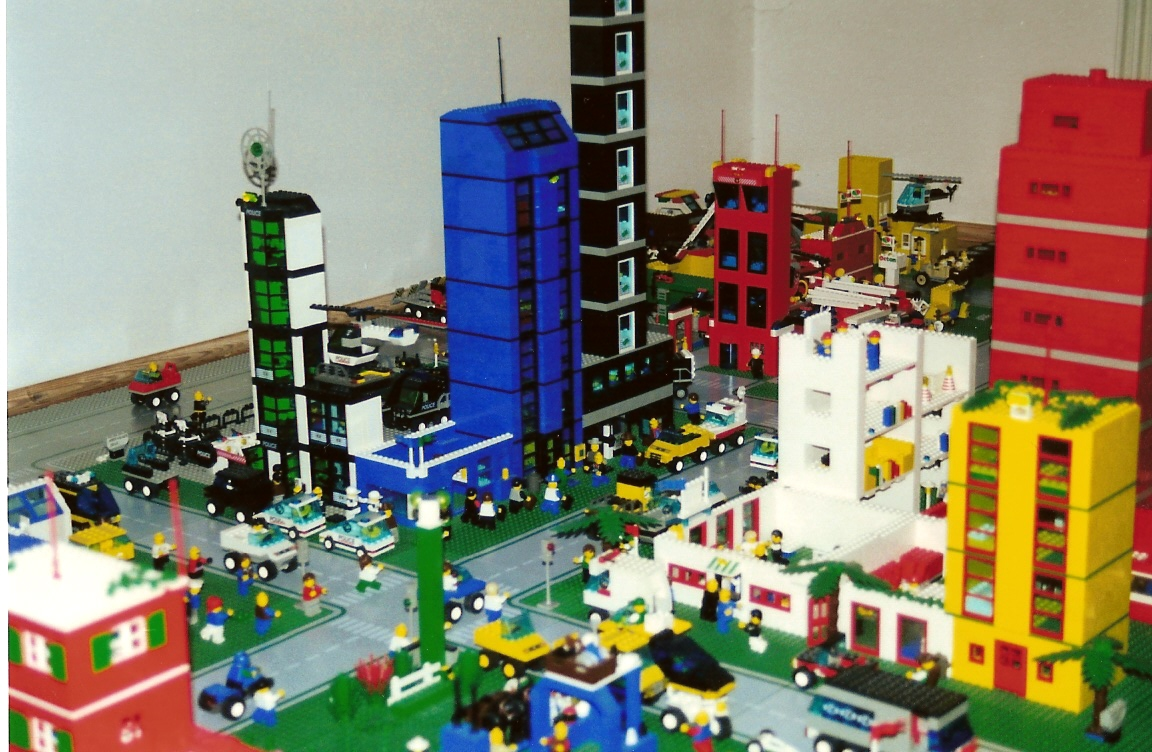

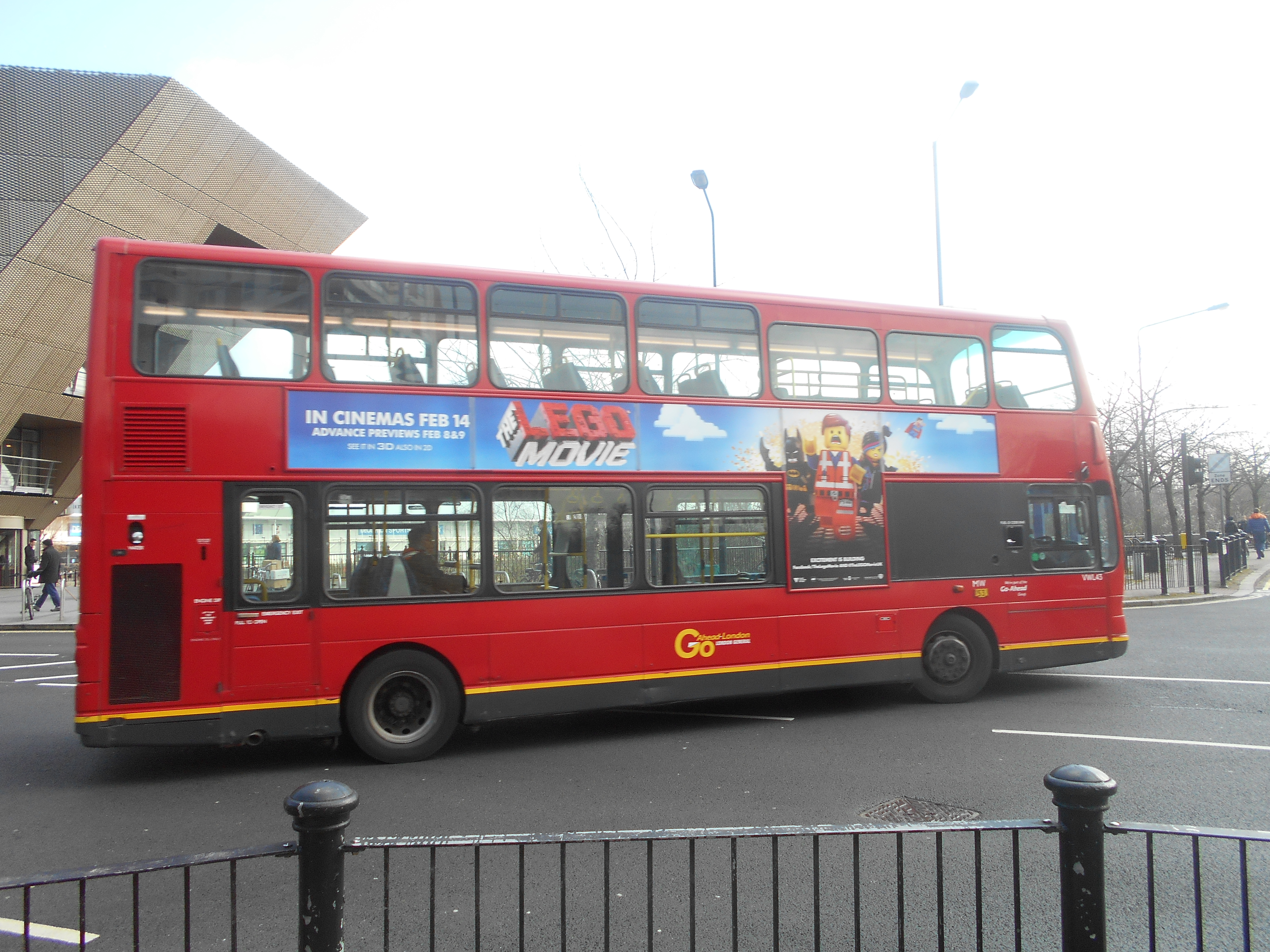
إعلان فيلم ليغو.

ليغو (بالإنجليزية: LEGO)‏ هو اسم لعبة تركيب تصنّعها شركة ليغو غروب الدنماركية. اللعبة عبارة عن لبنات على شكل متوازي مستطيلات أو مكعبات وبعضها يأخذ أشكال أخرى مثل أشخاص، ملونة ومصنوعة من البلاستيك ويجري تركيبها لبناء مجسمات كسيارات أو أبنية. كما يمكن تفكيك تلك القطع وتشييدها من جديد، والقطع التي استخدمت لصنع كائنات أخرى. وقد صممت في الأصل للعب في 1940 في أوروبا وحققت نجاحاً دولياً، مع ثقافة فرعية واسعة النطاق التي تدعم ليغو للأفلام، والألعاب، وألعاب الفيديو، والمسابقات.
وبدأت مجموعة ليغو بورشة العمل أسّسها كيرك كريستيانسن، وهو نجار من بيلوند، في الدنمارك، بدأ بصنع اللعب الخشبية في عام 1932. لكنه أسس شركته عام 1934 وسميّت ليغو. وسعت لإنتاج لعب الأطفال من البلاستيك في عام 1940. وفي عام 1949 spg 2010.
صممت اللعبة في أوروبا في الأربعينيات من القرن العشرين، وحققت نجاحاً عالمياً.

## شخصيات الليغو
بالإضافة إلى اللبنات، ثمة شخصيات معروفة عديدة ترفق مع اللبنات، ومن هذه الشخصيات:
- قراصنة الكاريبي
- فرقة العدالة
- حرب النجوم
- سبونج بوب سكوير بانتس
- سيارات
- هاري بوتر
- بايونيكل
- نينجاغو
- أتلانتس
- حكاية لعبة
- ليغو سيتي:المدينة
- هيرو فاكتوري
- ليغو السباقات
- كينغ دومس

## صور

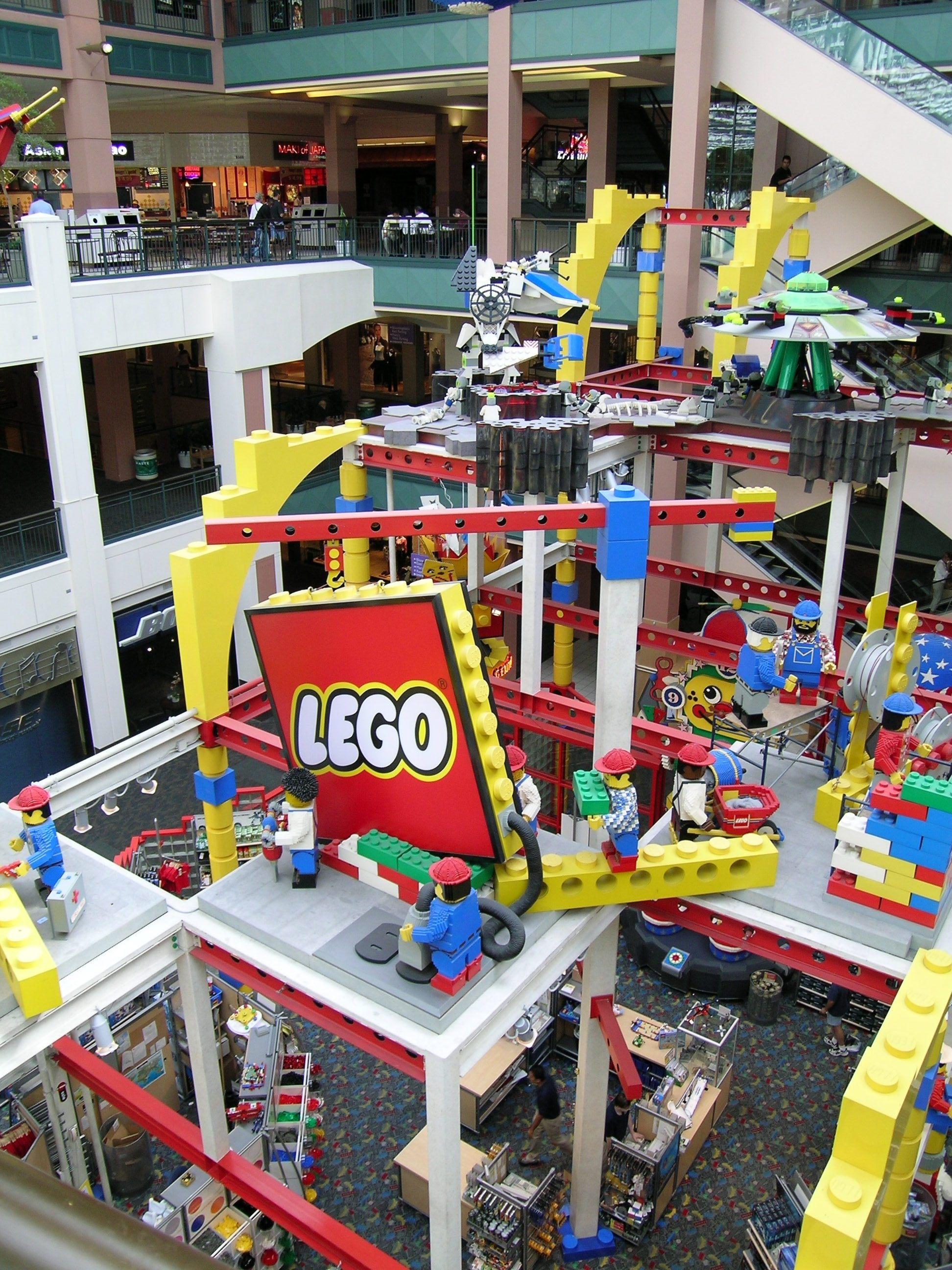
لعبة ليغو معروضة في مول أوف أمريكا

## وصلات خارجية
- الموقع الرسمي
- الموقع الرسمي
- الموقع الرسمي